# Louis de Buade

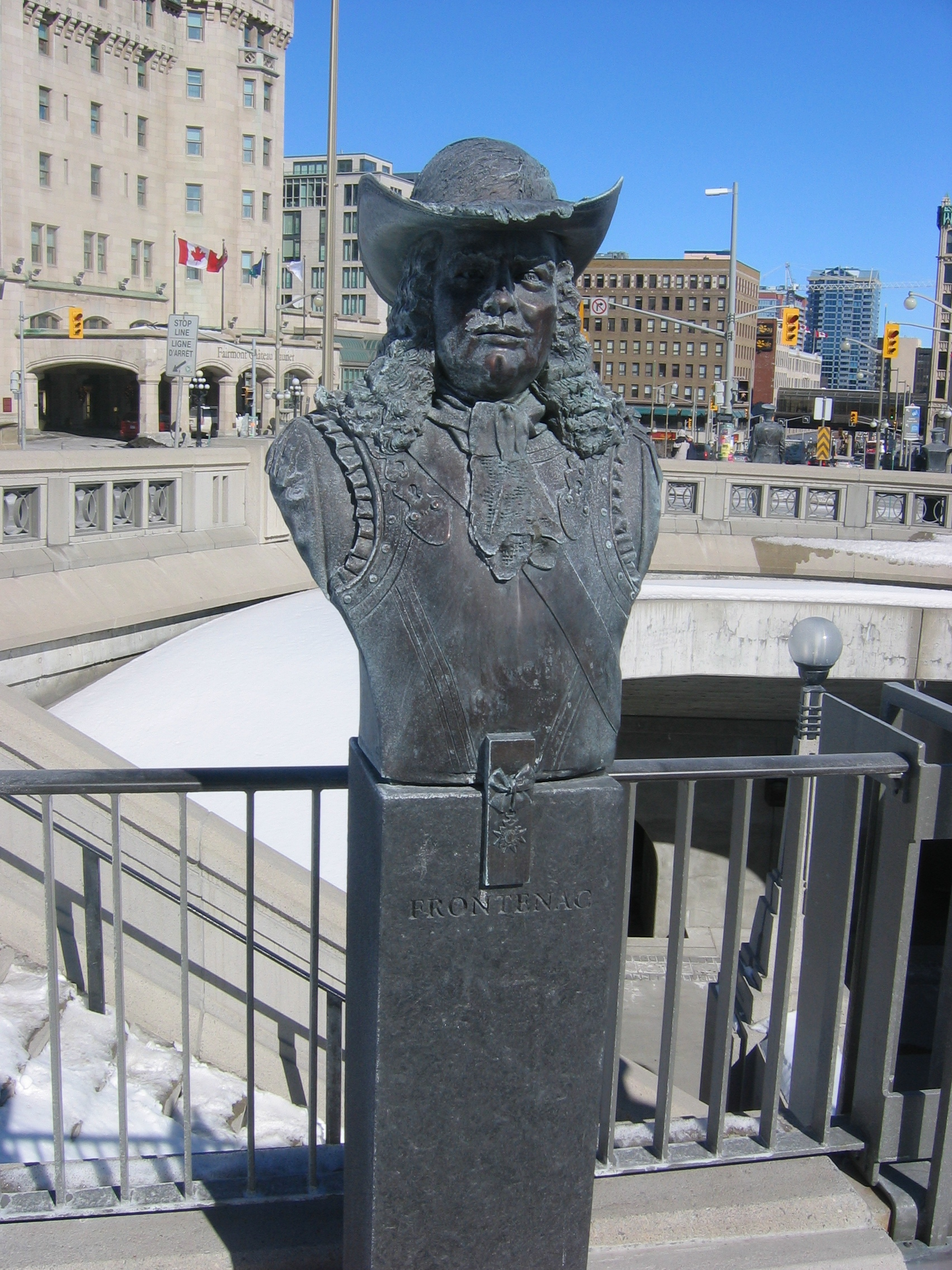
Büste von Louis de Buade, comte de Frontenac in Ottawa

Louis de Buade, comte de Frontenac et de Palluau (* 12. Mai 1622 in Saint-Germain-en-Laye; † 28. November 1698 in Québec) war Gouverneur der französischen Kolonie Neufrankreich in Nordamerika.

## Leben
Louis de Buade, Graf von Frontenac und von Palluau, wurde 12. Mai 1622 in Saint-Germain-en-Laye als Sohn des Hauptmanns des königlichen Schlosses Saint-Germain-en-Laye geboren. Seine Mutter, eine geborene Phelypeaux, war die Tochter des königlichen Staatssekretärs. König Ludwig XIII. von Frankreich war sein Taufpate. Louis de Frontenac erhielt eine „sehr gute Ausbildung“ und schlug eine militärische Laufbahn ein, die ihn auf Kriegsschauplätze in den Niederlanden, Frankreich, Italien und Deutschland sowie nach Kreta führte, wo er eine Einheit der französischen Truppen befehligte, die das von den Türken belagerte Candia (heute Iraklio) zu verteidigen half. Im Alter von 24 Jahren wurde er am rechten Arm so schwer verwundet, dass er diesen den Rest seines Lebens nicht mehr richtig gebrauchen konnte. Wie viele seiner Standesgenossen lebte Frontenac über seine Verhältnisse und war fast sein gesamtes Leben lang hoch verschuldet. 1648 heiratete er Anne de La Grange, heimlich und gegen den entschiedenen Widerstand seines Schwiegervaters.
1672 wurde er zum Gouverneur der Kolonie Neufrankreich berufen. Es wird behauptet, dass er dieses Amt nicht zuletzt deswegen annahm, weil er auf diese Weise seinen Gläubigern in Frankreich entkam. Seine Frau blieb dort und nutzte ihren nicht unbeträchtlichen Einfluss am Hof, um seine Karriere in Kanada zu unterstützen. Während seiner ersten Dienstzeit von 1672 bis 1682 ließ er zusammen mit René-Robert Cavelier, Sieur de La Salle am Ontariosee das Fort Frontenac errichten, um feindlich gesinnte Stämme der Irokesen einzuschüchtern, den Pelzhandel zu kontrollieren und den Weg in den unerforschten Westen Nordamerikas frei zu machen. Im Auftrag von Frontenac unternahm La Salle eine große Entdeckungsreise zur Mündung des Mississippi River, in deren Verlauf er das von diesem Fluss durchflossene Land als Louisiana für Frankreich in Besitz nahm. Dies war von langfristig großer Bedeutung, da Frankreich dadurch die Erschließung großer Gebiete im Landesinneren des amerikanischen Kontinents ermöglicht wurde.
Frontenac musste sich trotz dieser Erfolge jedoch mit wachsenden Spannungen und Anfeindungen auseinandersetzen, die weitgehend aus seiner Persönlichkeit resultierten. Zwar war er intelligent, großmütig und von großer persönlicher Tapferkeit, andererseits machte er sich mit seiner Eitelkeit, seiner Arroganz und seiner hochfahrenden, anmaßenden Art viele Feinde. Schließlich war er mit fast allen Beamten der Kolonie zerstritten, meist wegen belangloser Angelegenheiten. Zu seinen Feinden zählten die einflussreichen Jesuiten und die Pelzhändler von Montréal. König Ludwig XIV. sah sich schließlich gezwungen, ihn 1682 abzuberufen.
Nachdem 1689 ein durch französische Übergriffe ausgelöster und von den Engländern unterstützter Aufstand der Irokesen die Existenz der Kolonie bedrohte, wurde Frontenac als Retter nach Kanada geschickt, wo er schnell zum Gegenangriff überging und den Briten und Irokesen empfindliche Niederlagen zufügt. Als besonderer Glücksgriff Frontenacs erwies sich die Rekrutierung von Pierre d'Iberville als kommandierendem Offizier, dem die Briten weder zur See noch zu Land gewachsen waren. 1690 schickten die Engländer aus Boston eine Flotte unter Sir William Phips nach Québec, um die damalige Hauptstadt von Neu-Frankreich einzunehmen. Die Expedition, die aus 34 Schiffen und mehr als 2.000 Soldaten bestand, lief am 20. August von der britischen Kolonie Massachusetts aus. Dem Gesandten von Admiral Phips, der die Kapitulation forderte, gab Frontenac die berühmte Antwort:
«Je n'ai point de réponse à faire à votre général que par la bouche de mes canons et à coups de fusil!»
(„Geh‘ und sage deinem General, dass ich ihm durch den Mund meiner Kanonen und Gewehrsalven antworten werden“).
Der Angriff wurde somit abgeschlagen. Im weiteren Gegenzug vertrieben die Franzosen die Briten aus der Hudson Bay, eroberten Neufundland und zerstörten britische Forts bis in das heutige Maine hinein. Sechs Jahre später, 1696 verweigerte Frontenac die Ausführung eines offenbar in Unkenntnis der Lage ergangenen Befehls aus Frankreich, den nördlichen Teil Kanadas aufzugeben, der die Kolonie ihres Hinterlands beraubt und existenzunfähig gemacht hätte.
Als Frontenac 1698 starb, wurde er als Retter des französischen Kanada betrauert. Es war vor allem seinen Bemühungen zu verdanken, dass die Kolonie nicht den gemeinsamen Angriffen der Irokesen und Briten zum Opfer fiel. Damit spielte er eine entscheidende Rolle in der Geschichte des kolonialen Nordamerika. Die bei seiner Amtsübernahme geschwächte und von allen Seiten angegriffene französische Kolonie war bei seinem Tod gesichert und existierte in Teilen noch bis zum Anfang des 19. Jahrhunderts.
Die kanadische Regierung, vertreten durch den für das Historic Sites and Monuments Board of Canada zuständigen Minister, ehrte Frontenac am 18. Mai 1974 und erklärte ihn zu einer „Person von nationaler historischer Bedeutung“.